# Releasegrupp
Releasegrupp är en ansamling personer som på ett samordnat sätt släpper olika former av releaser på warez-scenen. Releaserna skickas till olika FTP-servrar som gruppen är så kallade affils med, och ges i gengäld antingen tillåtelse att ladda ner material fritt (leech), eller genom något sorts ratio-system.
Fenomenet med releasegrupper har funnits länge, och kan spåras tillbaka ända till tiden då BBS:er användes i stor utsträckning. Releasegrupper koncentrerar sig på att släppa upphovsrättsskyddad programvara gratis på nätet, och vara först med det. Konkurrensen är en stor faktor, och man skryter gärna med att man är bättre än andra grupper.
Förutom att få ut releaser fort, helst innan det datum då varan finns i butik, så ingår det till exempel även i en releasegrupps arbete att (om nödvändigt) skapa cracks för att förbigå kopieringsskydd, vissa grupper skapar även så kallade intros/cracktros som "presenterar gruppen" med någon snygg grafik samt även en musiksnutt (s.k. chiptunes)
Några kända realese-grupper:
- Paradox
- Hoodlum
- TNT
- LOL (tv-serier)
- Reloaded.
- FLT
- Razor1911